# WR 136
WR 136 là tên của một ngôi sao Wolf-Rayet nằm trong chòm sao Thiên Nga. Khoảng cách của nó và trái đất là xấp xỉ khoảng 5000 năm ánh sáng và nó là tân của Tinh vân Lưỡi liềm. Ngôi sao này có khoảng 4,7 triệu năm và sau một thời gian nữa nó sẽ bước vào giai đoạn "chết" dần. Khi ấy có lẽ là khoảng vài trăm nghìn năm sau, nó được trông đợi là sẽ nổ tung như một vụ nổ siêu tân tinh.
Theo như những ước tính hiện nay, WR 136 thì sáng hơn mặt trời gấp 600000 lần, năng hơn mặt trời 21 lần và to hơn mặt trời 5,1 lần. Nhiệt độ bề mặt của nó là khoảng xấp xỉ 70000 Kelvin.
WR 136 thổi ra một lớp vật chất khi nó trở thành sao khổng lồ đỏ cách đây 120 đến 240 nghìn năm trước. Lớp vật chất này có khối lượng gấp 5 lần khối lượng mặt trời và vẫn đang nở ra với tốc độ 80 km/s. Hiện tại, cơn gió sao của nó thổi ra từ ngôi sao này với tốc độ 1700 km/s va chạm với lớp vật chất này tạo thành Tinh vân Lưỡi liềm. Các tia cực tím phát ra từ bề mặt ngôi sao này khiến cho tinh vân bên cạnh nó phát sáng.
Có một số bằng chứng chứng minh rằng WR 136 là một hệ sao đôi. Ngôi sao còn lại có loại quang phổ là K hoặc M. Quỹ đạo của nó khi quay quanh WR 136 là 5,13 ngày. Đây là một hệ sao đôi có khối lượng thấp phát ra tia X (tiếng Anh: low-mass X-ray binary) nguyên bản.

## Dữ liệu hiện tại
Theo như quan sát, đây là ngôi sao nằm trong chòm sao Thiên Nga và dưới đây là một số dữ liệu khác:
Xích kinh 20h 12m 06.5421s
Độ nghiêng +38° 21′ 17.779″
Cấp sao biểu kiến 7.50
Thị sai 0.4865 ± 0.0337
Loại quang phổ WN6(h)-s
Cấp sao tuyệt đối −5.63